# Susana Pagano
Susana Pagano (n. Ciudad de México, 27 de enero de 1968) es una escritora mexicana cuya novela Y si yo fuera Susana San Juan
fue galardonada con el Premio Nacional de Novela José Rubén Romero (1995).

## Biografía
Pagano nació en la  Ciudad de México el 27 de enero de 1968. Estudió narrativa y guionismo en la Escuela de Escritores de la Sociedad General de Escritores de México, también cursó estudios en el Instituto Cultural Helénico de la Ciudad de México y en la Universidad de Barcelona en España. Entre otras actividades, ha colaborado con artículos y textos en diferentes medios impresos como Unomásuno, es guionista, libretista e imparte conferencias.
Recibió la beca de apoyo a Jóvenes Creadores del Fondo Nacional para la Cultura y las Artes en 1996, la beca del Centro de Escritores Juan José Arreola de la Casa Lamm en 1999 y el estímulo del Sistema Nacional de Creadores de Arte en 2003. Su primera novela la convirtió en ganadora del Premio Nacional de Novela José Rubén Romero en 1995, otorgado por el Gobierno del estado de Michoacán y el Instituto Nacional de Bellas Artes.

## Reconocimientos
- Premio Nacional de Novela José Rubén Romero por Y si yo fuera Susana San Juan en 1995.[4]

## Obra
Entre sus obras se encuentran:

### Cuento
- Solo cuento V

### Novela
- Y si yo fuera Susana San Juan (1998)
- Trajinar de un muerto (2001)
- La Pitonisa de Aguaprieta (2012)

### Antología
- Catorce escritoras mexicanas frente a sus lectores (2009)
- México sabe México: textos de cincuenta prosistas contemporáneos (2010)